# Жерар Льонорман
Жерар Льонорман (на френски: Gérard Lenorman) е френски певец.
Той е роден на 9 февруари 1945 година в Бенувил, Долна Нормандия, като извънбрачно дете на неизвестен германски войник. Започва музикалната си кариера в края на 60-те години, като през 1969 година издава първия си албум. През 70-те години придобива значителна популярност във Франция и френскоезичните страни. През 1988 година представя Франция на конкурса Евровизия, на който се класира на 10-о място.